# 文理融合学部
文理融合学部（ぶんりゆうごうがくぶ）とは、日本の大学で、最近増えている文科系・理科系にまたがる学際的な学部の一般名称。2022年4月より、東海大学の熊本キャンパスに「文理融合学部」が設置される。
その背景には、国公立大学における教養部を母体とした学部再編によるものと、文科系学部の縮小を打ちだした文部科学省に対抗するため、理解的要素をとりいれた形で再編し、社会的ニーズにこたえようという動きがあるとされる。
人文・社会科学系の学域と自然科学系の学域をまたがる形で、人文科学の領域に数学的・工学的手法を取り入れたり、自然科学の領域に社会的観点を盛り込みながら、人間社会への有効性・実効性を追求するなどの目標をもつ。今日の大学改革の目玉とされることが多い。

## おもな「文理融合」を掲げる学部の例
- 駿河台大学「文化情報学部」
- 東京理科大学「経営学部」[2] - 理学と工学の知識に基づいた数量的・実証的アプローチによる文理融合、イノベーション重視を基本理念とした学部としている
- 早稲田大学「人間科学部」
- 新潟大学「創生学部」[2]
- 横浜国立大学「都市科学部」[2]
- 静岡大学「情報学部」
- 静岡県立大学「経営情報学部」
- 名古屋大学「情報文化学部→情報学部」
- 金沢大学「融合学域」
- 滋賀大学「データサイエンス学部」[2]
- 京都大学「総合人間学部」
- 同志社大学「文化情報学部｣ - 文理融合の力を結集して、問題を解決していくことを目指している
- 大阪大学「人間科学部」
- 兵庫県立大学「環境人間学部」
- 島根大学「人間科学部」[2]
- 愛媛大学「社会共創学部」
- 九州大学「共創学部」[2]
- 近畿大学「産業理工学部」- 文系1学科、理系4学科を持つ
- 東海大学「文理融合学部」[2]
- 長崎大学「環境科学部」 - 日本で最初の文理融合学部として設置された
- 宮崎大学「地域資源創成学部」[2]
- 総合情報学部#総合情報学部を置く日本の大学の一覧